# The World Academy of Sciences
 (août 2017).
L'Académie mondiale des sciences, en anglais The World Academy of Sciences, abrégé en TWAS, et sous-titrée the academy of sciences for the developing world, est une académie des sciences non gouvernementale. Le siège de l'académie est le Centre international de physique théorique à Trieste, en Italie. L'académie est une « unité de programme » au sein de l'UNESCO.

## Description
L'académie a été créée en 1983 par Abdus Salam (1926–1996), prix Nobel de physique pakistanais avec d'autres scientifiques . Son objectif est de promouvoir le travail scientifique dans les pays en développement et de soutenir un développement durable dans l'hémisphère sud.
L'académie compte plus de mille membres élus de 90 pays. Elle a reçu en 2010 le prix Antonio-Feltrinelli pour son action de « haute valeur morale et humanitaire ».

## Activités
Le TWAS accorde des bourses doctorales et post-doctorales (fellowships), il finance des projets de recherche (research grants), sponsorise également des rencontres internationales ou régionales (scientific meetings) ou des visites de chercheurs (visiting scientists) ; il distribue enfin des prix et récompenses parmi lesquels les prix TWAS (en) : chaque année l’académie décerne neuf prix, d’un montant de 15 000 $, à des chercheurs qui vivent et travaillent dans un pays en voie de développement depuis au moins 10 ans.

## Membres fondateurs
- Muhammad Akhtar (en) (né en 1933), Pakistan
- Michael Atiyah (1929–2019), Royaume-Uni
- Daniel Adzei Bekoe (en) (né en 1928), Ghana
- Baruj Benacerraf (1920–2011), Venezuela/États-Unis
- Ignacio Bernal (1910–1992), Mexique
- Ricardo Bressani Castignoli (en) (né en 1926), Guatemala
- Carlos Chagas Filho (en) (1910–2000), Brésil
- Sivaramakrishna Chandrasekhar (en) (1930–2004), Inde
- Subrahmanyan Chandrasekhar (1910–1995), Inde/États-Unis
- Shiing-Shen Chern (1911–2004), Taïwan/États-Unis
- Hector Croxatto (en) (1908–2010), Chili
- Nil Ratan Dhar (1892–1987), Inde
- Johanna Döbereiner (1924–2000), Brésil
- Humberto Fernández Morán (1924–1999), Venezuela/États-Unis
- Hua Luogeng (1910–1985), Chine
- Ali Javan (1926–2016), Iran/États-Unis
- Devendra Lal (en) (1929–2012), Inde
- Thomas Adeoye Lambo (en) (1923–2004), Nigeria
- Tsung-Dao Lee (né en 1926), Chine/États-Unis
- Luis Federico Leloir (1906–1987), Argentine
- Félix Malu wa Kalenga (1936–2011), République démocratique du Congo
- Mambillikalathil Govind Kumar Menon (1928–2016), Inde
- Ricardo Miledi (né en 1927), Mexique/États-Unis
- César Milstein (1927–2002), Argentinien/UK
- Thomas Risley Odhiambo (1931–2003), Kenya
- Autar Singh Paintal (en) (1925–2004), Inde
- Benjamin Peary Pal (en) (1906–1989), Inde
- Crodowaldo Pavan (1919–2009), Brésil
- Helio Gelli Pereira (en) (1918–1994), Brésil/UK
- Gopalasamudram Narayana Ramachandran (1922–2001), Inde
- Calyampudi Radhakrishna Rao (né en 1920), Inde
- Chintamani Nagesa Ramachandra Rao (né en 1934), Inde
- Albert Rakoto Ratsimamanga (1907–2001), Madagascar
- Gerardo Reichel-Dolmatoff (1912–1994), Colombie
- Marcel Roche (1920–2003), Venezuela
- Emilio Rosenblueth Deutsch (en) (1926–1994), Mexique
- Abdus Salam (1926–1996), Pakistan
- Salimuzzaman Siddiqui (1897–1994), Pakistan
- Monkombu Sambasivan Swaminathan (né en 1925), Inde
- Samuel Ting (né en 1936), États-Unis
- Chen Ning Yang (né en 1922), Chine/États-Unis

## Articles liés
- Organization for Women in Science for the Developing World
- TWAS Prize (en)